# William Wilson Morgan
William Wilson Morgan, ameriški astronom in astrofizik, * 3. januar 1906, Bethesda, Tennessee, ZDA, † 21. junij 1994, Williams Bay, Wisconsin, ZDA.

## Življenje in delo
Morgan je študiral na Univerzi v Chicagu, kjer je diplomiral leta 1927 in doktoriral leta 1931 pod mentorstvom Otta Struveja. Potem je delal na Observatoriju Yerkes v Williams Bayu pod okriljem Univerze v Chicagu in tu ostal vse življenje. Tri leta je bil tudi predstojnik observatorija.
V poznih 40. letih 20. stoletja je točno raziskoval velike modro-bele zvezde v naši Galaksiji. Te ionizirajo vodik v svoji okolici. Z meritvami spektralnega sevanja vodika je uspel določiti dele spiralne zgradbe naše Galaksije. Do tedaj so domnevali, da ima naša Galaksija takšno zgradbo, vendar je niso mogli dokazati. Spiralno zgradbo so še naprej analizirali z radijskim sevanjem neioniziranega vodika, ki jo je napovedal van de Hulst, medtem ko je Morgan še opravljal svoje raziskave.
Od leta 1947 do 1952 je bil urednik Astrophysical Journala.

## Priznanja

### Nagrade
Leta 1958 je za svoje znanstveno delo na področju astronomije prejel medaljo Bruceove. Leta 1961 mu je Ameriško astronomsko društvo za življenjsko delo podelilo lektorat Henryja Norrisa Russlla, leta 1980 pa je prejel medaljo Henryja Draperja.

### Poimenovanja
Po njem o imenovali asteroid 3180 Morgan.